# Pasta con le sarde

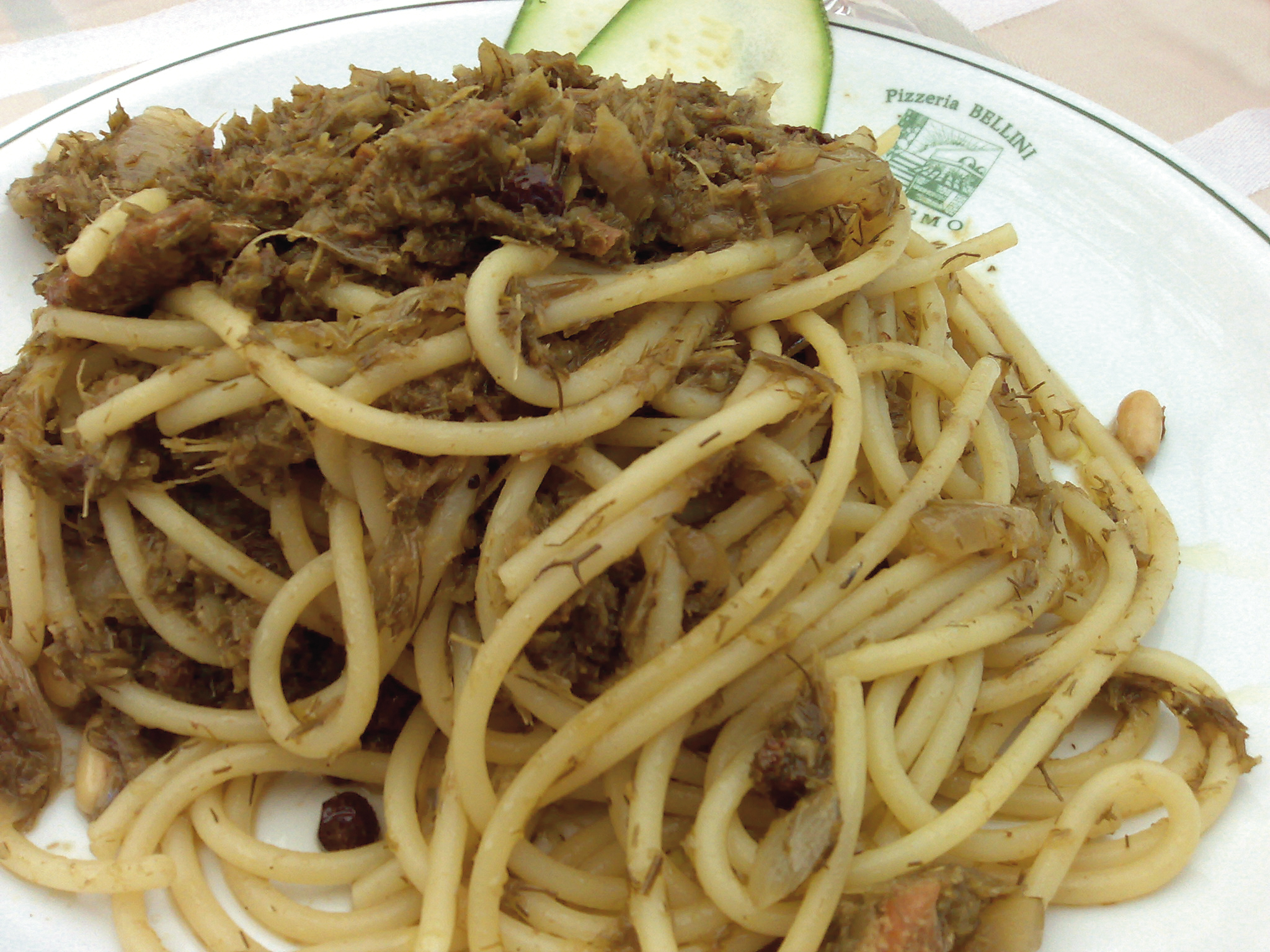
Pasta con le sarde (em Palermo)

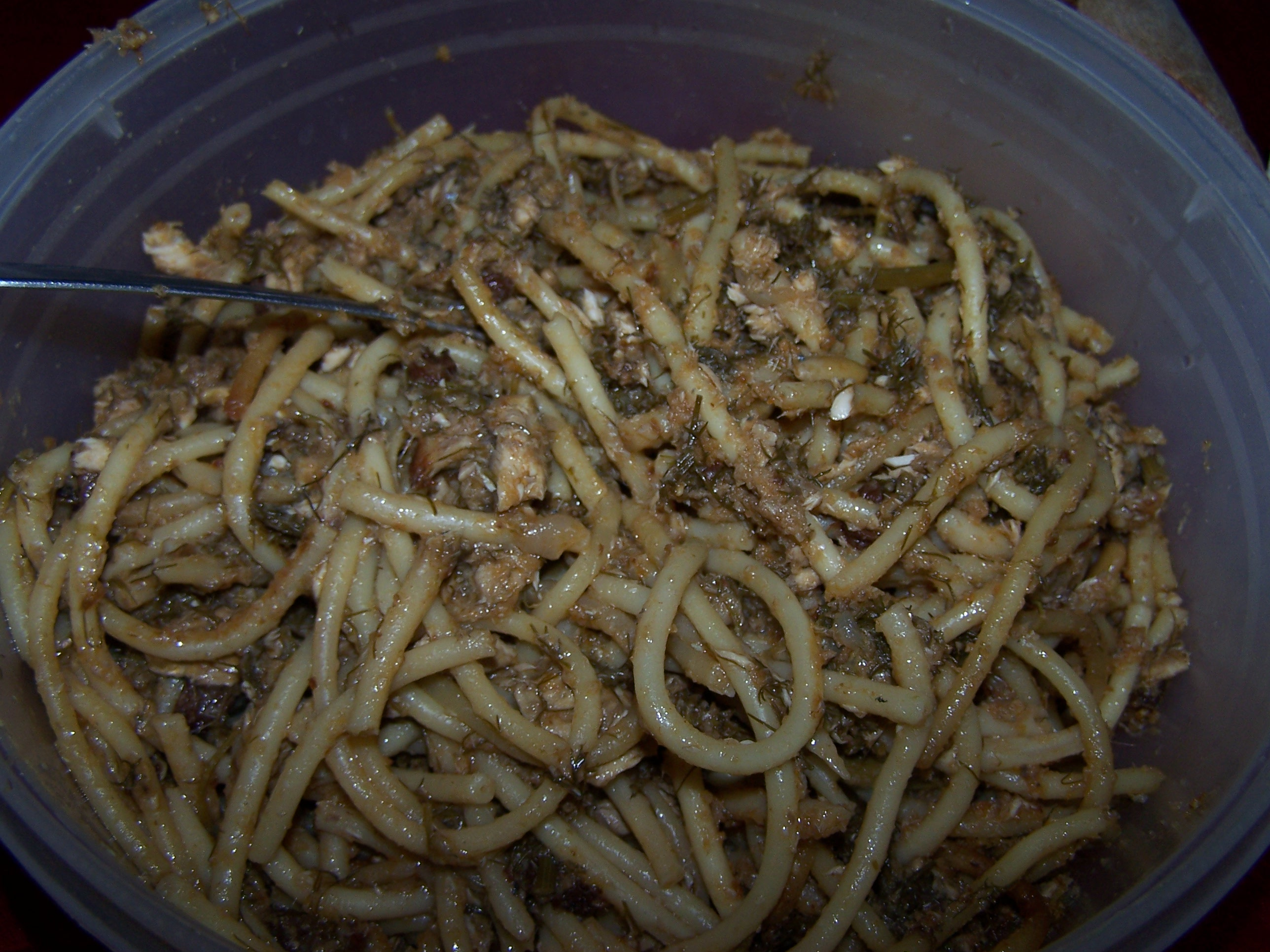
Pasta con le sarde

Pasta con le sarde, em língua italiana, ou pasta chî sardi, em língua siciliana (significando massa com as sardinhas), é um prato típico da cozinha siciliana. Trata-se de um prato sazonal: pode ser preparado entre março e setembro, o único período do ano em que é possível encontrar nos mercados locais sardinhas frescas e, ao mesmo tempo, colher funcho selvagem no campo. Existem diversas variantes deste prato.

## Ingredientes
Os ingredientes principais são as sardinhas, a massa e o funcho. A sardinha é um peixe comum nas águas do Mar Mediterrâneo, que banha a Sicília. Pertencem à família das anchovas, mas são mais gordas, pelo que, de acordo com a tradição local, devem ser cozinhadas não mais que oito horas após a captura, para não comprometer o sabor. A sua pesca realiza-se sobretudo entre março e setembro.
As sardinhas usadas neste prato devem ser frescas e não podem ser substituídas por sardinhas em lata. As espinhas devem ser extraídas, devendo também ser eliminadas a cabeça e a cauda.
Relativamente à massa, são normalmente indicados três tipos: bucatini, perciatelli e mezzani ou mezzi ziti.
No que diz respeito ao funcho selvagem, são utilizadas as partes mais tenras e verdes. Deve ser colhido no campo entre a primavera e o outono.
Os outros três ingredientes da receita clássica são: cebola, anchova, passas, pinhão, açafrão, azeite, sal e pimenta.